# فرودگاه بلک فورست
فرودگاه بلک فورست (به انگلیسی: Black Forest Airport) یک فرودگاه با کد یاتا LHA است . این فرودگاه در شهر لار، بادن-وورتمبرگ کشور آلمان قرار دارد .